# York Sound
York Sound är en vik i Australien. Den ligger i delstaten Western Australia, omkring 2 100 kilometer nordost om delstatshuvudstaden Perth.
Savannklimat råder i trakten. Genomsnittlig årsnederbörd är 1 776 millimeter. Den regnigaste månaden är februari, med i genomsnitt 470 mm nederbörd, och den torraste är augusti, med 2 mm nederbörd.